# Anjelina Lohalith
Anjelina Nadai Lohalith (* 1. Januar 1993) ist eine südsudanesische Leichtathletin, die sich auf den Mittelstreckenlauf spezialisiert hat und für das Refugee Olympic Team an den Start geht.

## Sportliche Laufbahn
Anjelina Lohalith nahm 2016 im 1500-Meter-Lauf an den Olympischen Sommerspielen in Rio de Janeiro teil und schied dort mit 4:47,38 min in der ersten Runde aus. Im Jahr darauf startete sie bei den Weltmeisterschaften in London und kam auch dort mit 4:33,54 min nicht über den Vorlauf hinaus. 2021 startete sie erneut bei den Olympischen Spielen in Tokio und schied dort mit 4:31,65 min in der Vorrunde aus und im Jahr darauf verpasste sie bei den Hallenweltmeisterschaften in Belgrad mit 4:34,72 min den Finaleinzug. Im Juni belegte sie bei den Afrikameisterschaften in Port Louis in 4:33,74 min den zehnten Platz über 1500 Meter und schied im 800-Meter-Lauf mit 2:19,29 min in der ersten Runde aus. Anschließend startete sie über 1500 Meter bei den Weltmeisterschaften in Eugene und kam dort mit 4:23,84 min nicht über den Vorlauf hinaus. Im Februar 2023 siegte sie bei den Europäischen Clubmeisterschaften im Crosslauf und gelangte kurz darauf bei den Crosslauf-Weltmeisterschaften in Bathurst mit 27:15 min auf Rang 13 in der Mixed-Staffel. Im August nahm sie bei den Weltmeisterschaften in Budapest am 5000-Meter-Lauf teil und schied dort mit 15:25,35 min im Vorlauf aus. Im Jahr darauf wurde sie bei den Crosslauf-Weltmeisterschaften 2024 in Belgrad nach 33:26 min 23. im Einzelrennen.
Nach einem positiven Dopingtest wurde Lohalith im April 2024 vorläufig gesperrt.

## Persönliche Bestzeiten
- 800 Meter: 2:18,11 min, 5. Februar 2022 in Nairobi
- 1500 Meter: 4:23,84 min, 15. Juli 2022 in Eugene
  - 1500 Meter (Halle): 4:34,72 min, 18. März 2022 in Belgrad
- 5000 Meter: 15:33,85 min, 8. Juli 2023 in Décines-Charpieu